# Rubén Miño
Rubén Miño Peralta (Cornellà de Llobregat, 1989. január 18. –) spanyol labdarúgó, aki a Mallorca kapusa.

## Pályafutása

### Barcelona
2008-ban került az FC Barcelona B klubhoz.

### Mallorca
2012-ben az RCD Mallorca igazolta le Miñót.

### Válogatott
2009-től 2 éven át a Spanyol U21-es labdarúgó-válogatott tagja volt.

## Külső hivatkozások
- Futbolme profil (spanyolul)